# روزفلت سايكس
روزفلت سايكس (بالإنجليزية: Roosevelt Sykes) هو موسيقي وعازف بيانو أمريكي، ولد في 31 يناير 1906 في أركنساس في الولايات المتحدة، وتوفي في 17 يوليو 1983 في نيو أورلينز في الولايات المتحدة بسبب نوبة قلبية.

## وصلات خارجية
- روزفلت سايكس على موقع IMDb (الإنجليزية)
- روزفلت سايكس على موقع ميوزك برينز (الإنجليزية)
- روزفلت سايكس على موقع ميوزك برينز (الإنجليزية)
- روزفلت سايكس على موقع أول ميوزيك (الإنجليزية)
- روزفلت سايكس على موقع ديسكوغز (الإنجليزية)
- روزفلت سايكس على موقع ديسكوغز (الإنجليزية)